# 韓国イエス教長老会
韓国イエス教長老会（はんぐくイエスきょうちょうろうかい）は、大韓民国のキリスト教長老派の教団のひとつ。
韓国イエス教長老会(The Orthodox Presbyterian Church of Korea) 教団は、歴史的な正統改革派教会の理念とジョン・ノックスの<スコットランド長老教会>伝統の歴史的継承を国内の長老教団の中で最初に標榜した教団である。

## 歴史
韓国教会の急激な世俗化と混合宗教化を克服し、歴史的正統信仰の守護と改革神学をモットー を持って河承武 牧師を中心に2012年1月に発足した。教団教役者になる牧師と宣教師養成のための教団神学教育機関は韓国長老会神学校(Korea Presbyterian Theological Seminary)があり、ミッション。ミッションのための未公開 第3地域に分校が設置されている。

## 沿革
- 2012年 1月 17日 韓国イエス敎長老会(旧名 韓国正統長老教会) 教団 設立(設立者 河承武 牧師）
- 2012年 1月 17日 本教団の神学敎育機關である韓国長老会神学校 設立と開校(設立者・初代校長 河承武 牧師）
- 2012年 1月 17日 韓国長老会神学校 名譽總長 李勝美 博士(元 高神大学校 神学大学院長）就任
- 2012年 1月 20日 本教団の韓国長老会神学校公式ドメイン(www.kpts.or.kr）登錄と開通
- 2014年 5月 07日 教団公式ドメイン(www.koreaopc.org）登錄と開通
- 2014年 9月 12日 本教団,法人に準じた非營利宗教団体の資格 獲得(國稅廳) [1]
- 2015年 9月 05日 本教団の韓国長老会神学校 第2代 校長 就任(イ・チョンウ 牧師)
- 2016年 7月 22日 本教団の韓国長老会神学校 第1回 卒業式
- 2016年 8月 25日〜26日 教団主催 "共同体牧会セミナー"開催(場所：高神大学校）
- 2017年 3月 17日 共同会長代表本教団の国文名稱,"韓国正統長老教会"で"韓国イエス敎長老会"に変更を決議
- 2017年 3月 27日 本教団の名稱変更,管轄機関に申告完了
- 2017年 4月 06日〜07日 教団主催"2017慶南地域 共同体牧会セミナー"開催
- 2017年 9月 15日 本教団の韓国長老会神学校 第2回 卒業式
- 2017年 8月 20日 教団(独老会) 第1回 牧師 將立(金東秀 講道師)
- 2018年 1月 17日 第3代 教団長 就任と韓国長老会神学校 第3代 校長 就任(コ・ヨンユン 牧師)
- 2018年 1月 19日 韓国イエス教長老会(OPCK)と改革敎会國際聯合(IURC) 共同, 「2018 韓國神学敎育者賞」 授賞(受賞者 河承武, イ・チョンウ, コ・ヨンユン)
- 2018年 4月 30日「韓国イエス教長老会」 大韓民国 特許庁 「教団名 商標権」 獲得